# Фелікс Вигживальський
Фелікс Міхал Вигжива́льський (пол. Feliks Michał Wygrzywalski; 20 листопада 1875, Перемишль — 5 вересня 1944, поблизу Ряшева) — польський живописець, графік.

## Біографія
Народився 20 листопада 1875 року у місті Перемишлі (нині — Польща). З 1893 по 1898 рік навчався у Мюнхенській академії мистецт у Людвіга фон Гертеріха, Карла фон Марра, з 1898 року у Академії Жуліана в Парижі.
1900 року, після закінчення навчання, оселився в Римі. 1906 року переїхав до Єгипту. З 1908 року мешкав та працював у Львові. Викладав у львівській приватній Вільній академії мистецтва Л. Підгорецького.
Під час першої світової війни, з 1914 по 1918 рік, перебував у Росії, а 1918 року повернувся до Львова. 1932 року у Львові пройшла його персональна виставка. Мешкав у будинку на вулиці Набєляка, 11а (нинішня вулиця Котляревського, 13).
У 1944 році, рятуючись від наступу Червоної армії, залишив Львів. Помер біля Ряшева 5 вересня 1944 року.

## Творчість
У період проживання в Римі копіював твори Караваджо, Рафаеля, Гверчіно, Веласкеса та Тиціана. В Єгипті створив багато картин на східні теми. Малював портрети, приморські пейзажі, краєвиди з Італії та України. Займався декоративним настінним живописом. Спроєктував та виготовив алегоричні розписи будинку Львівської торгово-промислової палати (1908). Займався графікою, ілюстрував книги та часописи, проєктував вітражі, костюми та театральні декорації. Серед робіт:
- 1905 — «Без роботи», «1905 рік»;
- 1906 — «Страйк»;
- 1907 — «Хліба голодним»;
- 1908 — «Площа Ринок у Львові».
- автор
  - монументального розпису кав'ярні «Штука» на вул. Котлярській (1908) і кінотеатру «Палац» (1925) у Львові,
  - вітражів парафіяльного костелу в Тернополі (1911),
  - оздоблення передпоховальної[9] культової споруди («Бет-Тахара») на Новому єврейському цвинтарі у Львові[10].

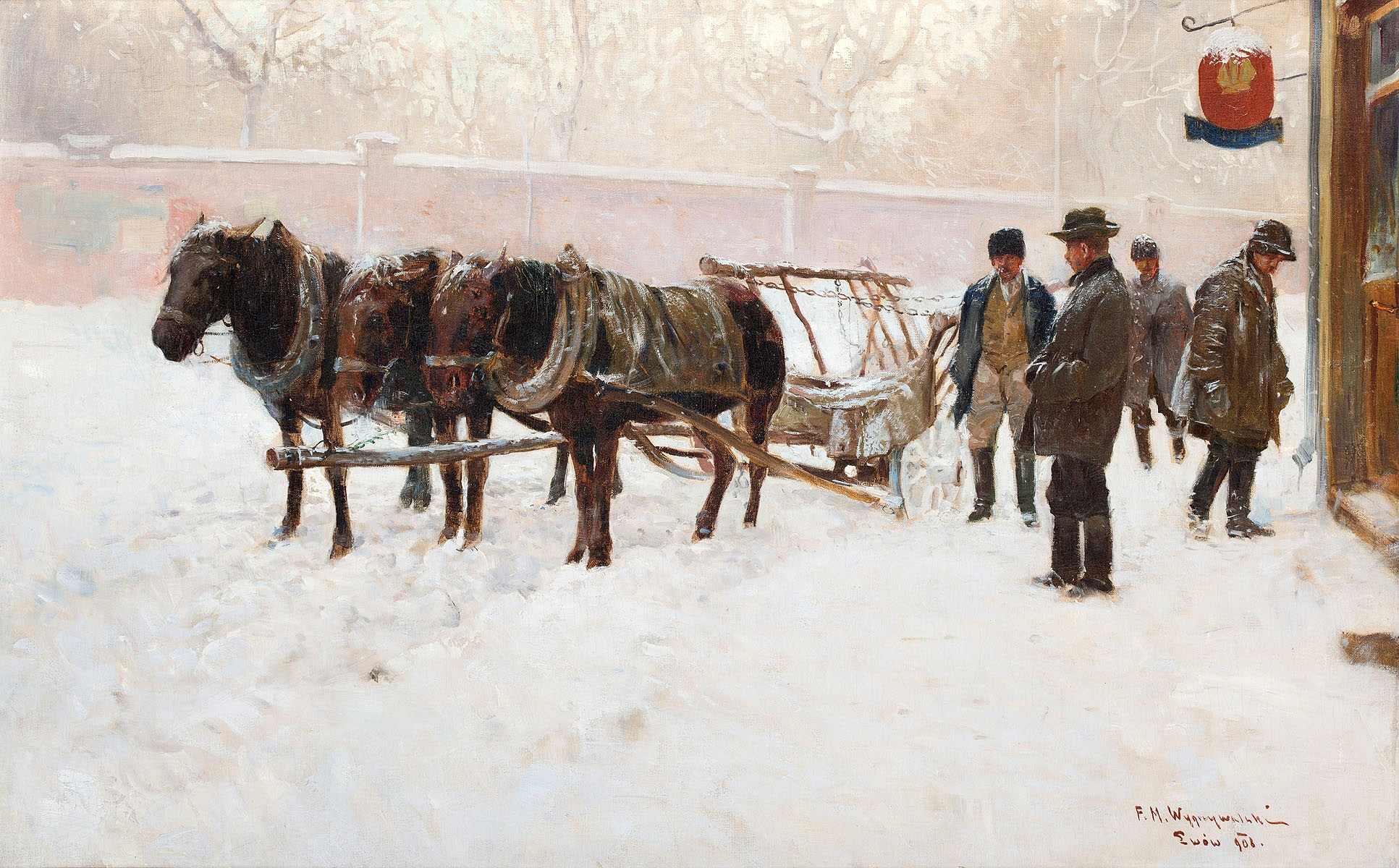
«Віз перед корчмою»
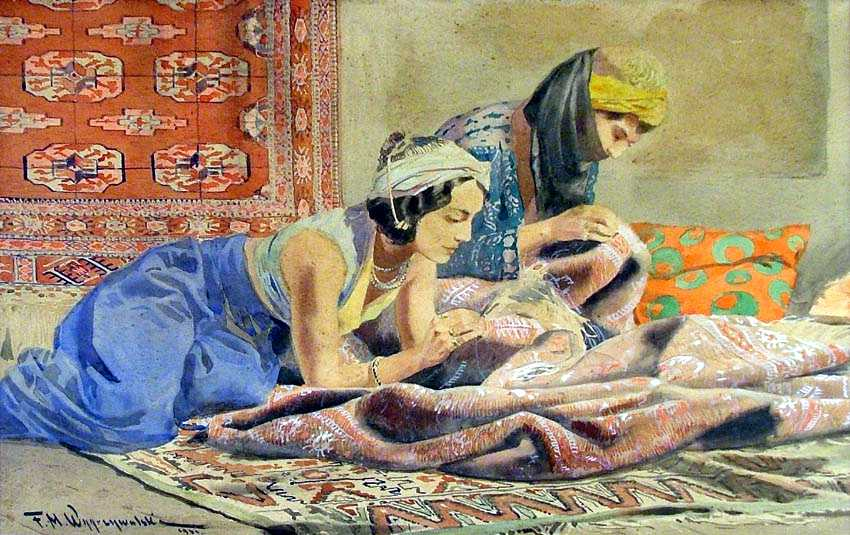
«Арабські жінки ремонтують килим»
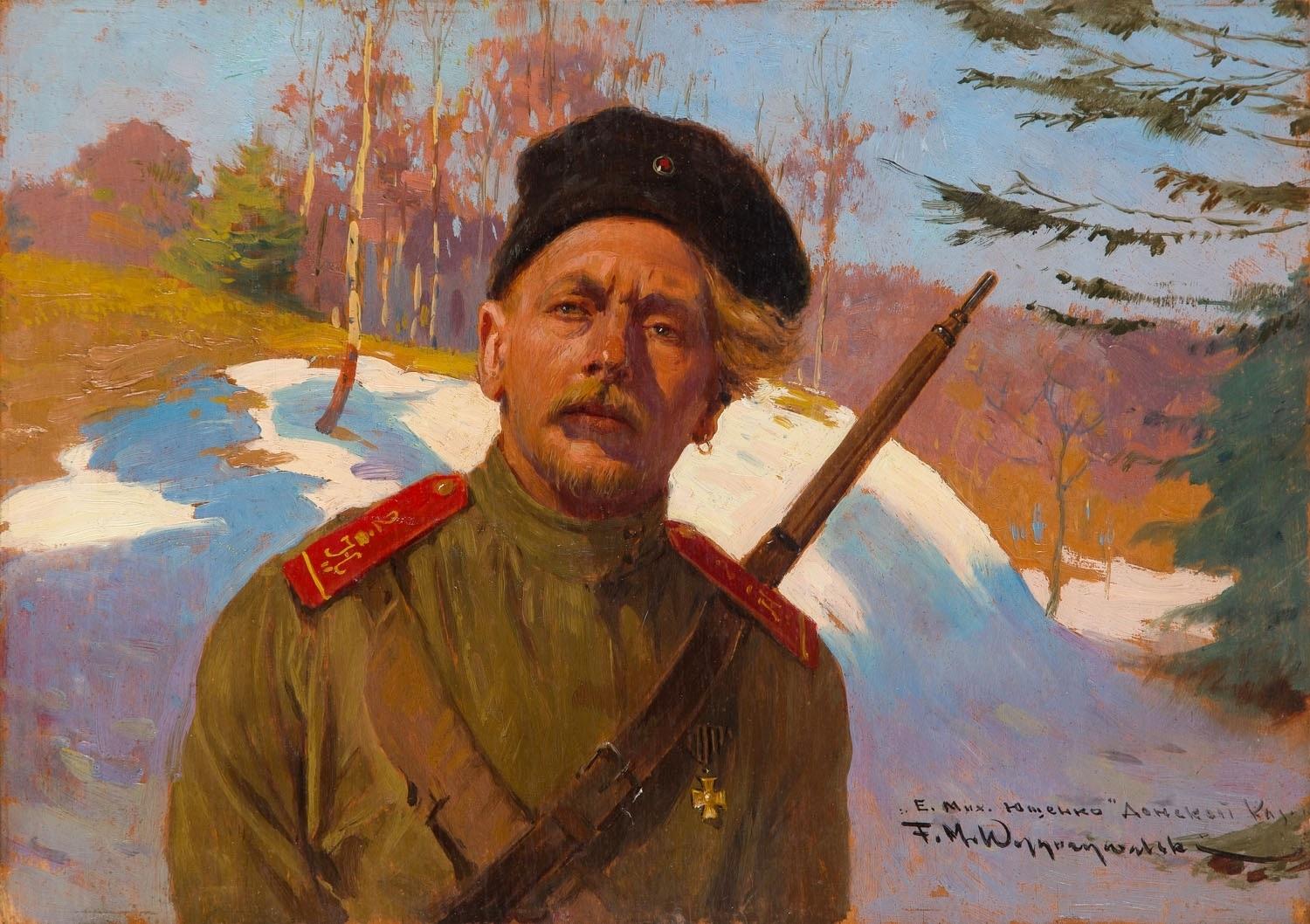
«Портрет донського козака Ющенка»
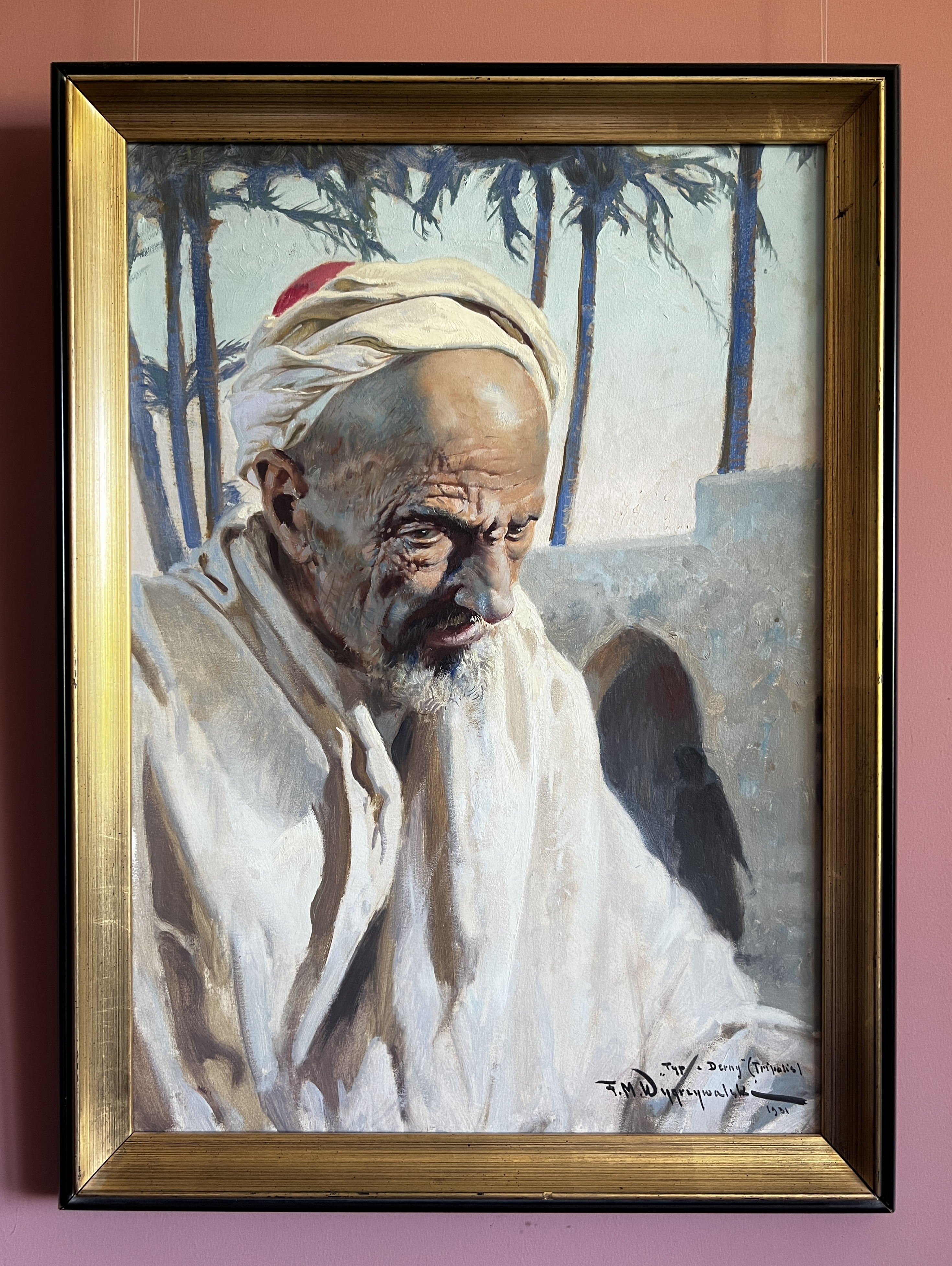
«Типаж з Дерни».